# خاوی بونیلا
خاوی بونیلا (انگلیسی: Javi Bonilla؛ زادهٔ ۲۵ اکتبر ۱۹۹۰) بازیکن فوتبال اهل اسپانیا است.
از باشگاه‌هایی که در آن بازی کرده‌است می‌توان به باشگاه فوتبال نومانسیا اشاره کرد.